# Electorado de Sajonia

El electorado de Sajonia (Kurfürstentum Sachsen) dentro del Sacro Imperio Romano Germánico en 1648.

El Electorado de Sajonia (en alemán: Kurfürstentum Sachsen) fue un antiguo Estado alemán formado a partir del ducado de Sajonia-Wittenberg tras la Dieta de Núremberg, en la cual el emperador alemán Carlos IV estableció la organización del Sacro Imperio Romano Germánico por medio de la Bula de Oro de 1356. Este documento concedió a los duques Ascanios de Sajonia-Wittenberg el privilegio electoral, es decir, tendrían voto en la Dieta Imperial para elegir a los nuevos emperadores.

## Esbozo histórico
Los Ascanios conservaron el ducado hasta la muerte sin descendencia de Alberto IV en 1423, por lo que el emperador Segismundo III se lo concedió a Federico IV de Meissen, de la casa de Wettin, por su ayuda en las guerras contra los husitas, y este lo agregó a sus amplios dominios haciendo del Electorado de Sajonia un importante Estado. En la división de los territorios de los Wettin en 1485 (División de Leipzig), el Electorado estaba encuadrado en la herencia de Ernesto (línea Ernestina). Sin embargo, el territorio pasó a la línea Albertina cuando Juan Federico I el Magnánimo se unió a la liga de Esmalcalda en contra del emperador Carlos V, que derrotó a la liga en la batalla de Mühlberg (1547), arrebató el Electorado a Juan Federico y se lo entregó a su aliado el duque Mauricio de Sajonia-Meissen por la Capitulación de Wittenberg.
El elector Augusto fue un luterano intransigente que desarrolló la economía local y promulgó las Constituciones de 1572, primera legislación constitucional de Alemania. No obstante, sus sucesores se fueron acercando en el siglo XVII al partido católico y, por lo tanto, a Austria. Aunque en un principio el elector Juan Jorge I se alió con Gustavo Adolfo de Suecia, pronto cambió de bando y llegó a un acuerdo con el Emperador Fernando II, que en el tratado de Praga de 1635 le cedió Lusacia. El Electorado se convirtió en el escenario de la guerra de los Treinta Años, acabando devastado y despoblado.
A principios del siglo XVIII, el Electorado había recuperado la prosperidad, y el elector Federico Augusto I rivalizó con Brandeburgo en el dominio de Alemania. Convertido al catolicismo, se enfrentó a Carlos XII de Suecia en la Guerra del Norte por el trono de Polonia, lo que llevó a la conquista de Sajonia por los suecos en 1706. Federico Augusto convirtió la capital, Dresde, en una de las ciudades más bellas de Europa e introdujo en Meissen la industria de la porcelana. Federico Augusto II se alineó con Austria en contra de Prusia, lo que originó los desastres de la guerra de los Siete Años en la capitulación de Pirna, 1756, y la pérdida del trono polaco. 
Sajonia volvió a recuperarse con Federico Augusto III; el ejército pasó de 18 000 a 30 000 soldados, y en general participó de la política prusiana. Se vio obligado a entrar en la Cuarta Coalición antifrancesa durante la Revolución francesa, pero tras la derrota en la batalla de Jena (1806) contra Napoleón, concertó la paz con Francia y le fue otorgado el título real por el emperador, formándose el Reino de Sajonia.

## Lista de electores de Sajonia
- Electores de Sajonia (1356-1806)